# کرونن
کرونن که با نام سوپر بنزن هم شناخته می‌شود یک هیدروکربن چند حلقه ای آروماتیک است که شامل شش حلقه بنزنی است. کرونن یک ماده زرد رنگ است که در برخی مواد آلی نظیر بنزن، تولوئن و دی کلرو متان حل می شود، محلول های حاصله در زیر نور یو وی، نور آبی فلورونس ساطع می کنند.